# Liste der Naturdenkmale in Keidelheim
Die Liste der Naturdenkmale in Keidelheim nennt die im Gemeindegebiet von Keidelheim ausgewiesenen Naturdenkmale (Stand 13. Mai 2024).

## Naturdenkmale
| Nr.         | Bezeichnung        | Lage                        | Beschreibung | Bild                                    |
| ----------- | ------------------ | --------------------------- | --- | --------------------------------------- |
| ND-7140-135 | Vierstämmige Buche | Hauptstraße, bei Nr. 1 Lage | Fagus sylvatica | Direkt Bild zu diesem Denkmal hochladen |
| ND-7140-136 | Eiche im Eichenweg | Eichenweg, bei Nr. 5a Lage  | auch Assmannseiche; Quercus robur; um 1780 gepflanzt, 25 m hoch bei 3,7 m Brusthöhenumfang und 30 m Kronendurchmesser | Direkt Bild zu diesem Denkmal hochladen |
| ND-7140-137 | Bismarckeiche      | Eichenweg, vor Nr. 4 Lage   | Quercus robur; 1890 gepflanzt, 22 m hoch bei 2,95 m Brusthöhenumfang und 22 m Kronendurchmesser                       | Direkt Bild zu diesem Denkmal hochladen |